# 特里·休斯
特里·休斯（英語：Terry Hughes，1964年3月7日—），生于基督城，新西兰前男子举重运动员。他曾代表新西兰参加2002年英联邦运动会举重比赛，获得二枚铜牌。